# Dysleksja
Dysleksja rozwojowa (gr. dys „nie” + lexis „wyraz, czytanie”), czyli specyficzne trudności w nauce czytania i pisania (F81.0 w ICD-10 i315.0 w DSM) – według Światowej Federacji Neurologów (definicja z 1968) zaburzenie manifestujące się trudnościami w nauce czytania i pisania przy stosowaniu standardowych metod nauczania oraz inteligencji na poziomie co najmniej przeciętnym i sprzyjających warunkach społeczno-kulturowych. Dysleksja została opisana pierwszy raz na przełomie XIX i XX wieku. Obecnie dysleksję rozwojową można zdiagnozować także u dziecka z inteligencją niższą niż przeciętna (DSM V), o ile obniżone możliwości intelektualne nie wyjaśniają w pełni istotnych trudności w czytaniu i pisaniu, a funkcje percepcyjno-motoryczne są wyraźnie zaburzone.
Dysleksja jest spowodowana zaburzeniami podstawowych funkcji poznawczych, co często uwarunkowane jest konstytucjonalnie. Zaburzenia te mogą dotyczyć:
- percepcji wzrokowej – objawiającej się widzeniem, ale niedostrzeganiem,
- percepcji fonologicznej – objawiającej się słyszeniem, ale nieusłyszeniem,
- integracji powyższych procesów.

Dysleksja jest jedną z najbardziej uznanych przyczyn zaburzenia czytania, jednak nie wszystkie zaburzenia czytania są związane z dysleksją.
W Polsce obowiązujące przepisy prawne nakładają na poradnie psychologiczno-pedagogiczne, przedszkola, szkoły i placówki opiekuńczo-wychowawcze obowiązki związane z pomocą dzieciom z grupy ryzyka dysleksji oraz dzieciom dyslektycznym. Placówki te powinny rozpoznawać, diagnozować i opiniować trudności w nauce oraz organizować różne formy pomocy psychologiczno-pedagogicznej dzieciom i ich rodzicom.

## Przyczyny dysleksji
Na rozwój dysleksji składa się wiele przyczyn. Obecnie podejrzewa się, że może mieć m.in. podłoże genetyczne (Schulte-Körne 2001, 2006). Zmiany dotyczą genu DCDC2 zlokalizowanego na 6 chromosomie człowieka kodującego białko doublecortin domain containing 2 określane tym samym skrótem co gen. Białko to powoduje zaburzenia w budowie mikrotubul. Oprócz tego badane są geny 1, 2, 3 i 15. Ten ostatni był pierwszym kandydatem na „winnego dysleksji”. Około roku 1950 przeprowadzonych zostało wiele badań w rodzinach obciążonych tym zaburzeniem i właśnie gen 15 DYXS1 miał wywoływać zmiany w rozwoju mózgu, postrzeganiu wzrokowym i słuchowym.
Dysleksja według badań Gerda Schulte-Körne jest dziedziczna. Prawdopodobieństwo odziedziczenia trudności w czytaniu szacuje na 60%, natomiast problemów z ortografią: 70 do 80%.

## Typy dysleksji
U dzieci z dysleksją zazwyczaj stwierdza się zaburzenia percepcji wzrokowej, słuchowej oraz integracji percepcyjno-motorycznej. Prof. Marta Bogdanowicz wyróżnia następujące typy dysleksji:
- dysleksja typu wzrokowego, u której podłoża leżą zaburzenia percepcji i pamięci wzrokowej powiązane z zaburzeniami koordynacji wzrokowo-ruchowej i ruchowo-przestrzennej;
- dysleksja typu słuchowego uwarunkowana zaburzeniami percepcji i pamięci słuchowej dźwięków mowy, najczęściej powiązana z zaburzeniami funkcji językowych;
- dysleksja integracyjna, kiedy to poszczególne funkcje nie wykazują zakłóceń, natomiast zaburzona jest koordynacja, czyli występują zaburzenia integracji percepcyjno-motorycznej;
- dysleksja typu mieszanego, gdy występują jednocześnie zaburzenia w percepcji i pamięci słuchowej, pamięci i percepcji wzrokowej, wyobraźni przestrzennej;
- dysleksja wizualna, gdy występuje nieład tzw. nieporządek.

W dysleksji mogą wystąpić zaburzenia mowy, uwagi, koncentracji i pamięci. Pierwotną przyczynę dysleksji rozwojowej wielu badaczy upatruje w zakłóceniach pracy OUN (ośrodkowego układu nerwowego). Nie wyklucza się również roli czynnika genetycznego.
Odmiany dysleksji:
- dysleksja – terminem stosowanym także w węższym znaczeniu, do specyficznych trudności w czytaniu;
- dysortografia – specyficzne trudności w pisaniu, przejawiające się popełnianiem różnego typu błędów, w tym ortograficznych, mimo znajomości zasad poprawnej pisowni;
- dysgrafia – zniekształcenia strony graficznej pisma – brzydkie, niekaligraficzne pismo;
- dyskalkulia – specyficzne trudności w rozwiązywaniu najprostszych nawet zadań matematycznych, np. trudności w dodawaniu czy mnożeniu;

## Częstość i występowanie
Objawy dysleksji występują u mniej więcej 10% populacji.
W Polsce 10–15% uczniów ma dysleksję (a nasiloną 3–4%). Czterokrotnie częściej dyslektykami są chłopcy niż dziewczynki. Średnio w każdej polskiej klasie jest 3–4 dzieci dyslektycznych.
Dysleksja może być sprzężona z chromosomem Y decydującym o płci męskiej i dlatego jest przekazywana po linii męskiej z pokolenia na pokolenie. Niektórzy wskazują na rolę testosteronu. Jego nadprodukcja u chłopców, jeszcze w okresie prenatalnym modeluje rozwój mózgu, wywołując dysleksję. Są i tacy badacze, którzy przewagę chłopców w grupie dzieci dyslektycznych wyjaśniają mniejszą zdolnością osób płci męskiej do adaptacji i wyrównywania deficytów rozwojowych powstałych wskutek nieprawidłowego przebiegu okresu okołoporodowego. Niektórzy też wskazują na nadpobudliwość psychoruchową, agresywność i trudności wychowawcze, które powodują, że chłopcy są w centrum uwagi nauczyciela i z tych powodów są kierowani do psychologa, co sprzyja wczesnemu i częstszemu wykrywaniu tych trudności u chłopców.

## Objawy

### Objawy ryzyka dysleksji
U dzieci w wieku niemowlęcym, poniemowlęcym, przedszkolnym i częściowo wczesnoszkolnym (do ok. 9. r.ż.) nie można jeszcze zdiagnozować dysleksji rozwojowej. Jednak obserwuje się pewne objawy, które sygnalizują możliwość wystąpienia w przyszłości specyficznych trudności w czytaniu i pisaniu. Nie determinują one jeszcze diagnozy (tej można dokonać na przełomie drugiej i trzeciej klasy szkoły podstawowej), jednak dzieci z poniższymi objawami zalicza się do tzw. grupy ryzyka dysleksji, gdyż bardzo często są to pierwsze sygnały nadchodzących trudności:
- pomijanie w rozwoju ruchowym raczkowania;
- opóźniony rozwój mowy; znacznie późniejszy moment rozpoczęcia porozumiewania się z otoczeniem przy pomocy słów, utrzymujące się trudności z poprawnością wypowiedzi zarówno w zakresie gramatyki, jak prawidłowym wybrzmiewaniem głosek, mowa niewyraźna, niezrozumiała dla otoczenia;
- mała obniżona sprawność ruchowa w zakresie swojego ciała, tzw. duża motoryka: trudności z utrzymaniem równowagi, niezdarność ruchów; niechęć do zabaw ruchowych, kłopoty z łapaniem piłki, rzucanie do celu;
- mała sprawność rąk, tzw. mała motoryka: niechęć w zapinaniu guzików, sznurowania butów, używaniu widelca, nożyczek;
- słaba koordynacja wzrokowo–ruchowa, dziecku sprawia trudność budowanie z klocków, niechętnie bawi się klockami, puzzlami, nie umie układać układanek według wzoru, tworzy tylko własne kompozycje, niechętnie rysuje;
- opóźniony rozwój lateralizacji – dziecko używa na zmianę raz jednej a raz drugiej ręki, ma trudności w określeniu stron: lewa – prawa;
- zaburzenia rozwoju spostrzegania wzrokowego i pamięci wzrokowej, trudności z rysowaniem figur, odtwarzaniem figur geometrycznych, rysowaniem szlaczków;
- ma trudności w różnicowaniu głosek podobnych dźwiękowo;
- zaburzenia analizy i syntezy wyrazów;
- ma problemy z zapamiętywaniem krótkich wierszyków i piosenek, oraz miesięcy, trudności z wymową, wadliwa wymowa;
- przy pierwszych próbach czytania przekręca wyrazy, wolne tempo czytania;
- słabe rozumienie tekstu;
- przy pierwszych próbach pisania – niestaranne, brzydkie pismo, popełnianie błędów przy przepisywaniu, mylenie liter, opuszczanie liter, dodawanie, przestawianie, podwajanie liter.

### Objawy trudności w nauce
W pisaniu
- trudności z utrzymaniem pisma w liniaturze zeszytu
- trudności w przepisywaniu
- trudności w pisaniu ze słuchu
- mylenie liter b-p, d-b, d-g, u-n, m-w, n-w (inwersja statyczna) s-z, dz-c, sz-s, o-a, ł-l, ę-e
- trudności w pisaniu wyrazów ze zmiękczeniami, dwuznakami, głoskami tracącymi dźwięczność
- nieróżnicowanie ę-en-e, ą-om
- opuszczanie drobnych elementów liter, gubienie liter, opuszczanie końcówek i cząstek wyrazów
- opuszczanie litery y
- przestawianie liter w wyrazach (inwersja dynamiczna)
- przestawianie szyku dyktowanych wyrazów
- błędy ortograficzne wynikające ze słabszej pamięci wzrokowej
- zniekształcanie graficznej strony pisma
- wolne tempo pisania
- niewłaściwe stosowanie małych i wielkich liter
- trudności w różnicowaniu wyrazów podobnie brzmiących (np. bułka – półka)
- złe rozmieszczenie pracy pisemnej w przestrzeni
- brak lub niewłaściwe stosowanie interpunkcji

W czytaniu
- wolne tempo, niepewne, „wymęczone”
- błędy w czytaniu: zamiana liter, opuszczanie liter, zamiana brzmienia, nieprawidłowe odczytywanie całych wyrazów
- trudności we właściwej intonacji czytanej treści – zbytnia koncentracja na technice obniża rozumienie czytanej treści
- rozpoznawanie napisów po cechach przypadkowych – zgadywanie
- opuszczanie linii lub odczytanie jej ponownie, gubienie miejsca czytania
- opuszczanie całego wiersza
- zmiana kolejności liter i wyrazów
- przestawianie liter w wyrazie, co zmienia jego sens
- niechęć do czytania, zwłaszcza głośnego
- trudności w dzieleniu dłuższych wyrazów na sylaby i syntezie sylab
- trudności w wyszukaniu najistotniejszej myśli w tekście
- tzw. hiperleksja: czytanie płynne, w dobrym tempie, bezbłędne, jednak bez rozumienia treści

Trudności występujące w nauce innych przedmiotów
- trudności w rysowaniu jako czynności – trudności w rozplanowaniu rysunku, zbyt silny lub zbyt słaby nacisk ołówka, zmiany kierunku w rysunkach (błędny kierunek odwzorowywania)
- trudności w nauce języków obcych, które cechuje znaczna rozbieżność między wymową a pisownią wyrazów – objawy takie jak w języku polskim
- trudności w uczeniu się pamięciowym – tabliczka mnożenia, nauka wierszy, ciągi słowne
- trudności w nauce geografii – utrudnione czytanie mapy, niewłaściwa orientacja w stronach świata
- trudności w nauce geometrii – zmiany kierunku w rysunkach geometrycznych, zakłócenia orientacji i wyobraźni przestrzennej, trudności w rozumieniu pojęć geometrycznych (utrudnione przyswajanie werbalne)
- trudności występujące na lekcjach wychowania fizycznego – błędne rozumienie instrukcji ćwiczeń spowodowane słabą orientacją w schemacie ciała i przestrzeni, obniżona sprawność ruchowa
- nierównomierna koncentracja uwagi, wolne tempo pracy

Osoby z dysleksją rozwojową narażone są na wiele niepowodzeń szkolnych, co wywołuje u nich frustrację. Olbrzymi wysiłek włożony w naukę daje czasami znikome efekty, przez to taka osoba może mieć poczucie niższej wartości, odczuwać brak wiary w swoje możliwości. Taki stan wtórnie osłabia jej możliwości intelektualne. Następuje sprzężenie zwrotne: trudności pogłębiają się, powodują coraz częstsze niepowodzenia i potwierdzają negatywną opinię innych i co gorsze – swoją własną. Bez fachowego wsparcia poprzez zajęcia terapii pedagogicznej, prowadzone przez pedagoga lub psychologa przygotowanego do pracy z osobą dotkniętą dysleksją rozwojową, trudno osobie z dysleksją, nawet przy wsparciu najbliższych, wyrwać się z tego zaklętego kręgu.
Dziecko nie musi czekać na zdiagnozowanie dysleksji rozwojowej, aby uczestniczyć w zajęciach terapii pedagogicznej. Już zaliczenie do tzw. grupy ryzyka dysleksji jest wystarczającym powodem do podjęcia pracy z dzieckiem. Zajęcia te mają charakter stymulujący rozwój intelektualny, poznawczy, nie mogą więc nikomu zaszkodzić.

## Inne aspekty dysleksji
Wysiłki terapeutów skierowane są również na podkreślenie mocnych stron tych osób i adekwatne kierowanie ich dalszej edukacji, aktywności.
Ronald Davies, autor Daru dysleksji, podaje pozytywne aspekty dysleksji, do których należą:
- korzystanie z wrodzonej umiejętności przetwarzania i kreowania doznań percepcyjnych
- większa wrażliwość na otoczenie
- myślenie obrazami, nie słowami (w czasie 1 sekundy osoba myśląca werbalnie może mieć od dwóch do pięciu myśli w postaci pojedynczych słów, natomiast osoba myśląca niewerbalnie 32 obrazy myślowe)
- świetna intuicja i przenikliwość
- myślenie i spostrzeganie ma charakter polisensoryczny i polimodalny (osoby z dysleksją wykorzystują wszystkie zmysły)
- realistycznie przeżywanie swoich myśli
- żywa wyobraźnia
- kreatywność/myślenie lateralne

## Nadużycia w wydawaniu opinii o dysleksji
Zdarzały się i zdarzają przypadki nadużywania niesłusznego rozpoznania dysleksji (mniej lub bardziej nieuczciwie „załatwienie” zaświadczenia przez rodziców dziecka, w prywatnych poradniach psychologicznych) w celu „ochrony” uczniów mających trudności w nauce z innych powodów (np. niechęci do niej) przed konsekwencjami.
W przypadku opinii o dysleksji powinny być spełnione poniższe warunki (kolejność nie oznacza znaczenia):
- konieczne jest wykluczenie schorzeń organicznych (neurologicznych);
- rozpoznanie dysleksji jest możliwe wyłącznie u osób w normie intelektualnej, która zna zasady poprawnej pisowni, ale zaburzenie CUN powoduje niestosowanie ich;
- rozpoznanie ryzyka dysleksji powinno nastąpić na samym początku edukacji, diagnoza dysleksji natomiast – po klasie III szkoły podstawowej;
- rozpoznanie dysleksji można postawić po co najmniej kilkumiesięcznych intensywnych ćwiczeniach korekcyjno-kompensacyjnych (zorganizowanych przez poradnie psychologiczno-pedagogiczne lub na terenie szkoły) – ma to wykluczyć opiniowanie o dysleksji u kogoś, kto problemy z pisaniem i czytaniem ma w wyniku zaniedbań środowiskowych;
- opinię o dysleksji wydaje się obecnie na etapie klas IV–VIII i dokument ten jest ważny na wszystkich etapach edukacji;
- opinia o dysleksji zobowiązuje szkołę do dostosowania wymagań edukacyjnych do indywidualnych potrzeb ucznia, jak również do zastosowania zmodyfikowanych kryteriów oceny (również na egzaminie maturalnym obecnie z języka polskiego i języka obcego nowożytnego) pod warunkiem wykonywania przez ucznia zaleconych mu ćwiczeń (zorganizowanych przez np. poradnie psychologiczno-pedagogiczne lub na terenie szkoły).